# Maître de Coëtivy
Le Maître de Coëtivy est un maître anonyme enlumineur et un peintre de panneaux actif dans la seconde moitié du XVe siècle à Paris. Il doit son nom au premier manuscrit qui lui a été attribué, les Heures de Coëtivy. Il est généralement identifié à Colin d'Amiens (de son vrai nom Nicolas d'Ypres), le fils d'André d'Ypres, le probable Maître de Dreux Budé.

## Constitution du corpus et style
L'historien de l'art Paul Durrieu est le premier à isoler le style de ce peintre au sein du livre d'heures de la bibliothèque de Vienne destiné à Olivier de Coëtivy et sa jeune épouse, Marie de Valois, fille naturelle de Charles VII et d'Agnès Sorel. En le rapprochant d'autres manuscrits de la Bibliothèque nationale de France, il le désigne sous le nom de convention de Maître des Heures de Coëtivy de Vienne. Il décèle dans ce livre d'heures français un style inspiré de l'art des primitifs flamands. Il se caractérise par des compositions organisées par plans s'échelonnant par plans successifs avec en fond la présence fréquente de murailles aux tours évasées, des personnages trapus aux visages souvent prognathes. Ce style est souvent très proche de celui du Maître de Dreux Budé. Son activité a peu à peu été élargie par Nicole Reynaud à la peinture sur panneau et à la réalisation de cartons pour la tapisserie ou les vitraux.

## Identification à Colin d'Amiens
Dès 1921, Paul Durrieu propose d'identifier le maître anonyme à Henri de Vulcop, le peintre officiel de Charles de France d'origine flamande mais aucune œuvre de lui n'est encore conservée et les textes indiquent qu'il est plus actif dans le Val de Loire alors que le Maître de Coëtivy intervient essentiellement à Paris. En 1993, Nicole Reynaud propose d'identifier le maître anonyme à Colin d'Amiens, fils d'André d'Ypres dans lequel elle voit le Maître de Dreux Budé tandis que le Maître d'Anne de Bretagne serait son fils Jean d'Ypres. Colin d'Amiens suit son père depuis cette ville pour s'installer à Paris vers 1445. En 1479, il est déclaré dans un acte notarié « hystorieur et enlumyneur, bourgeois de Paris ». Cette identification se voit confortée par la découverte en 1996 d'un acte notarié précisant que Colin d'Amiens est l'auteur du patron d'un groupe sculpté représentant la Mise au tombeau encore conservée dans une église de Malesherbes. Cette sculpture présente de nombreuses similarités avec la Résurrection de Lazare du Louvre. Cette identification est par ailleurs corroborée par la présence, dans une miniature attribuée au maître de Coëtivy, d'une représentation très précise de la cathédrale d'Amiens et le caractère amiénois de certaines prières dans ses livres d'heures, attestant d'une origine picarde du peintre, tout comme Colin d'Amiens.
Plusieurs documents attestent de l'activité de Colin d'Amiens à Paris : en 1461, il participe aux travaux pour les obsèques de Charles VII, à la cathédrale Notre-Dame de Paris et à l'abbaye de Saint-Denis, aux côtés de Jacob de Litemont et Jean Fouquet notamment. En 1464, il est payé pour avoir peint les bannières de trompettes de Louis XI pour son voyage dans les villes de Picardie. En 1474, il fournit un patron pour les joyaux d'orfèvrerie de la Fête-Dieu de l'hôpital Saint-Jacques-aux-pèlerins. En 1481, il fournit un patron pour la statue de Louis priant sur son tombeau de l'église Notre-Dame de Cléry (à la place du premier projet proposé par Jean Fouquet). Il est encore payé en 1488 pour le patron d'un bâton toujours pour l'hôpital Saint-Jacques-aux-pèlerins. D'autres documents montrent qu'il paie le cens de la paroisse Saint-Merri pour une maison neuve rue Quincampoix en 1479 et qu'il est présent auprès de sa mère au Grand Châtelet pour la vente d'un terrain dans le Beauvaisis. Il s'agit d'une figure majeure des arts à Paris dans la seconde moitié du XVe siècle et rayonnant sans doute au-delà. L'un des fils de Jean Fouquet, appelé Maître du Boccace de Munich, montre une influence du maître parisien et a peut-être été formé chez lui.
Colin d'Amiens a eu neuf enfants, dont trois ont été peintres : Jean d'Ypres (mort en 1508) devient maître  juré du métier de peintre à Paris en 1504, et qui pourrait être identifié au Maître d'Anne de Bretagne, Louis, qui est aussi peintre à Paris, peut-être dans l'atelier de son frère aîné et enfin Nicolas Dipre, qui s'installe à Avignon au moins à partir de 1495 et actif sur place peut-être jusqu'en 1531.

## Œuvres attribuées

### Manuscrits

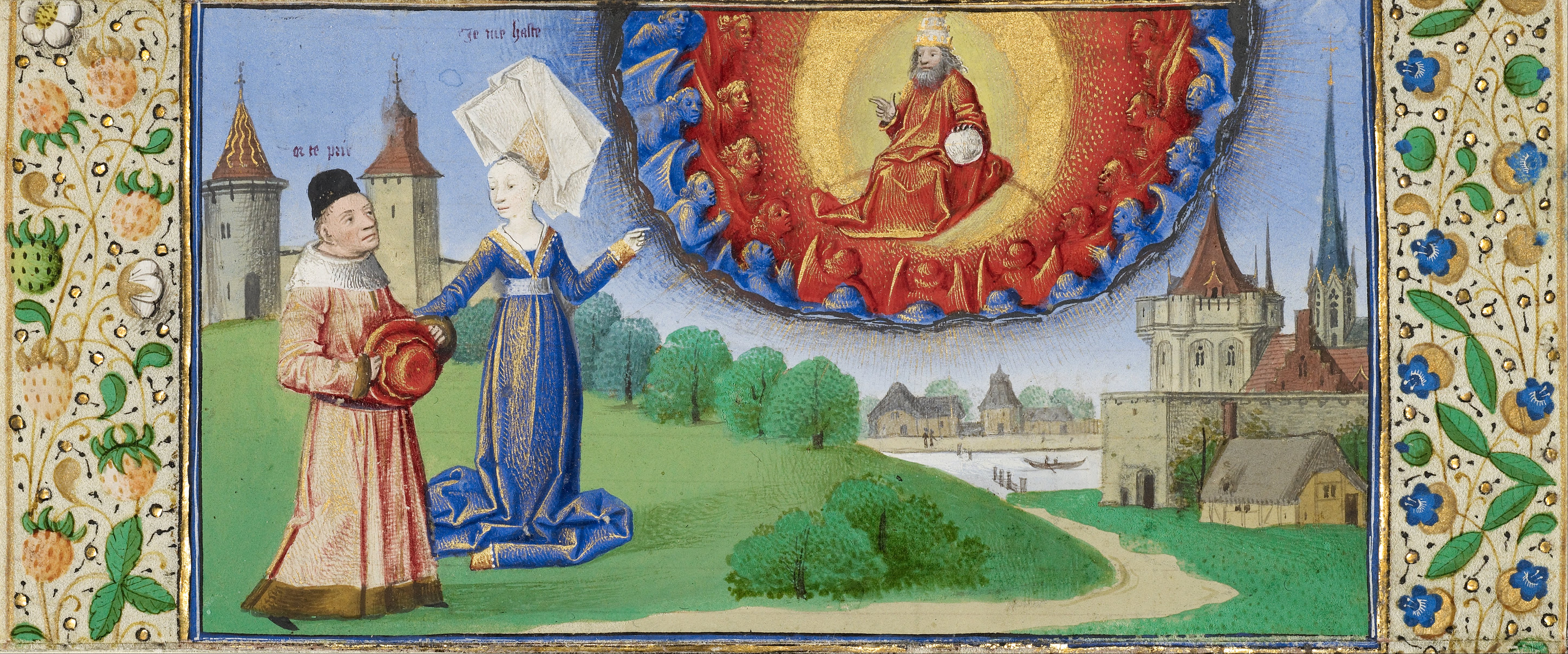
Miniature tirée de la Consolation de la philosophie, J. Paul Getty Museum.

Une trentaine de manuscrits lui sont attribués au total, parmi lesquels :
- Heures de Coëtivy, pour Olivier de Coëtivy et sa femme Marie de Valois, Bibliothèque nationale autrichienne, Vienne, Cod.1929[5]
- Miniatures découpées d'un manuscrit de Boèce, Consolation de la philosophie, vers 1460, J. Paul Getty Museum, Ms.42
- Heures de Rivoire, vers 1465-1470, Paris, Bibliothèque nationale de France, NAL.3114
- Manuscrit de Boèce, Consolation de la philosophie, traduite en française par Jean de Meun et commentée en latin par Guillaume de Conches vers 1465, à destination de Dreux Budé Paris, BNF, Fr.1098
- Livre d'heures à l'usage de Paris, vers 1458-1460, collection particulière suisse[6]
- Livre d'heures à l'usage de Paris, vers 1470, 9 grandes miniatures, ancienne coll. Haddaway puis Rosenberg, passé en vente chez Christie's le 23 avril 2021 (lot 8)[7]
- Deux miniatures découpées d'un manuscrit de la Consolation de la philosophie, vers 1465-1470, Wallace Collection, Londres[8]
- Autre manuscrit de la Consolation de la philosophie pour la famille Bissari de Vicenza, vers 1465, Pierpont Morgan Library, New York[9]
- Manuscrit de L'Estrif de Fortune et Vertu par Martin Le Franc, Musée Condé, Chantilly, ms.296
- Heures à l’usage de Saint-Jean-de-Jérusalem, vers 1460, Paris, BNF, Lat.1400
- Manuscrit de l’Histoire ancienne jusqu’à César et Faits des Romains, vers 1460-65, Paris, BNF, Fr. 64
- Manuscrit de la Divine Comédie de Dante pour Charles de France, vers 1460-65, Paris, BNF, Ital. 72
- Compendium Romanorum d’Henri Romain, vers 1465-70, Paris, BNF, Fr. 730
- Miroir historial (inachevé), Bibliothèque apostolique vaticane, Vat. Reg.Lat.767
- Frontispice de La Cité de Dieu, de saint Augustin, traduite par Raoul de Presles, vers 1480, Mâcon, Bibliothèque Municipale, Ms.1
- Psautier, Walters Art Museum, Baltimore, W.297

### Tableau

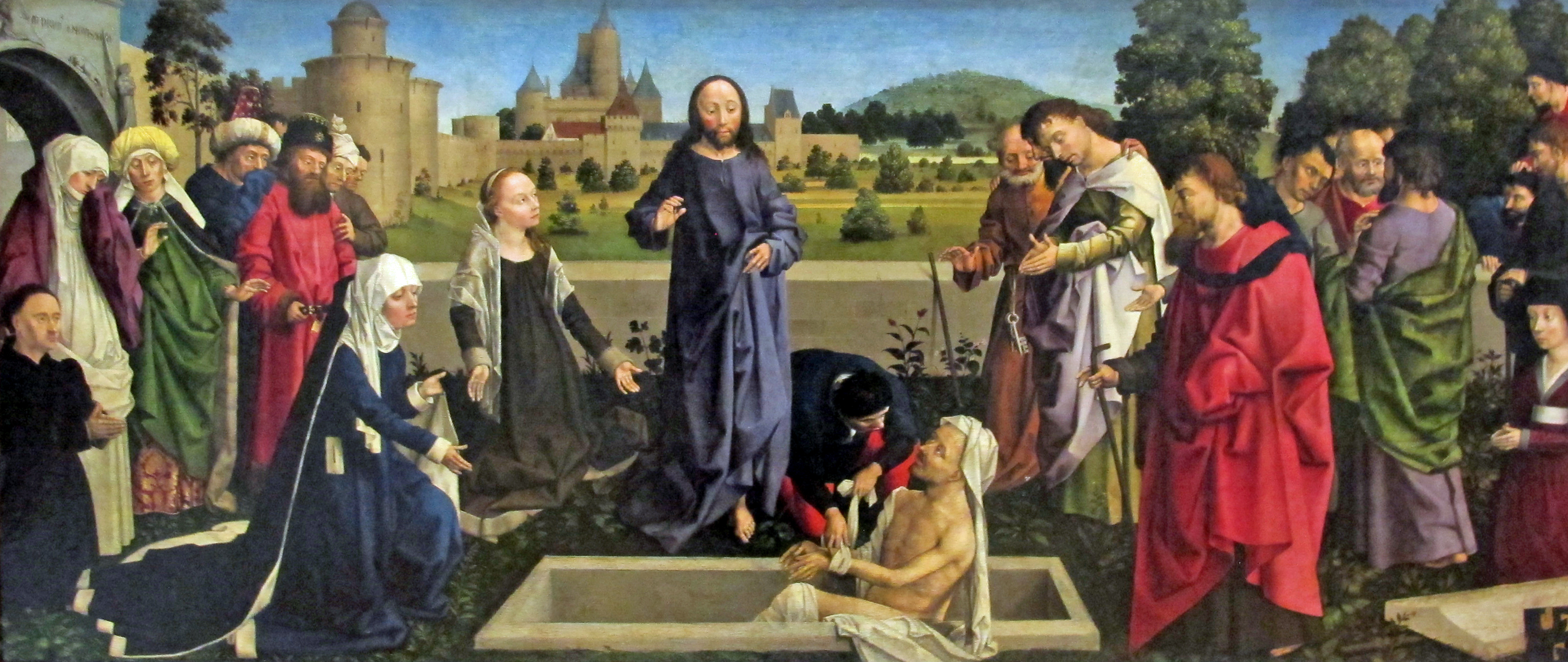
La Résurrection de Lazare, Musée du Louvre.

- La Résurrection de Lazare, Musée du Louvre[10]

### Cartons et modèles

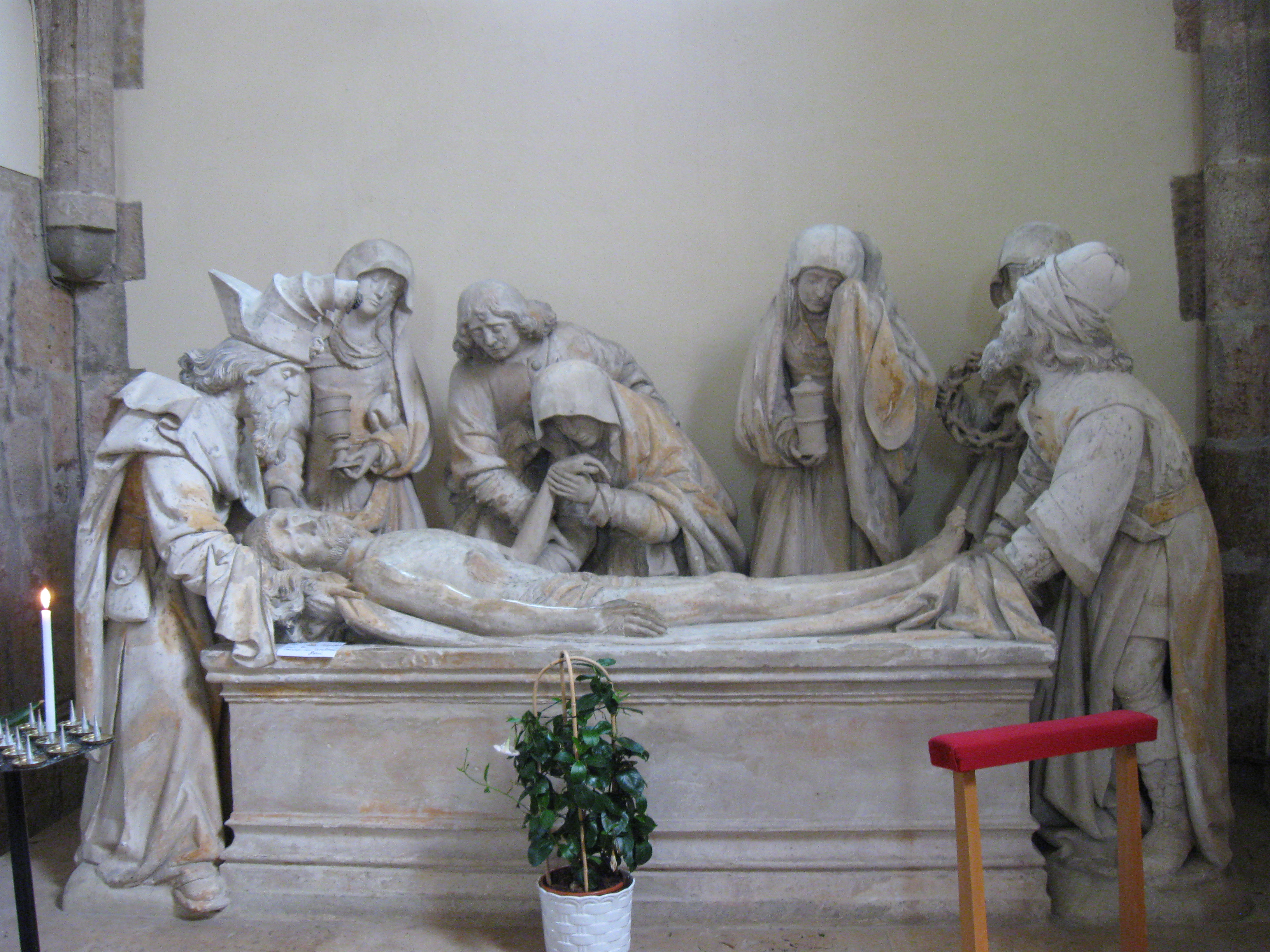
La Mise au tombeau, Malesherbes.

- Cartons pour les vitraux de l'église Saint-Séverin de Paris, en collaboration avec le Maître de Dreux Budé[11]
- Cartons pour les tapisseries de la Guerre de Troie, dont 8 encore conservés (Musée du Louvre, département des arts graphiques)[12] pour une série de 11 tapisseries réalisées par les ateliers de Pasquier Grenier de Tournai et offertes à Charles le Téméraire par la Ville de Bruges en 1472 ; aujourd'hui conservées pour deux d'entre elles au Metropolitan Museum of Art de New York[13], 1 au Victoria and Albert Museum[14] et 8 au musée de la Cathédrale de Zamora.
- Cartons pour les tapisseries de la Destruction de Jérusalem aujourd'hui partagées entre le château de Saumur, le Musée des Tissus et des Arts décoratifs de Lyon et le Musée du Bargello à Florence
- modèle pour un groupe sculpté d'Adrien Wincart : La Mise au tombeau, église Saint-Martin de Malesherbes (Loiret)